# Daniel Berg (författare)
Henrik Daniel Berg, född 27 februari 1887 i Naverstads församling, Göteborgs och Bohus län, död 26 maj 1937 i Örgryte församling, Göteborg, Göteborg, var en svensk journalist, författare och översättare.

## Biografi
Daniel Berg var son till prosten Henrik Berg och Hedvig Amalia (Dahl). Han var gift med Nanna Helfrida (Isacson) och de fick barnen Kajsa och Lars (Lars Daniel). Han avlade studentexamen i Halmstad 1906, varefter han gick Göteborgs Handelsinstituts fackkurs.
Berg var medarbetare i Göteborgsposten, Sörmlandsposten, London-korrespondent för Göteborgsposten med flera svenska och danska tidningar, Aftontidningen, korrespondent för Westminster Gazette, Manchester Guardian, samt Stockholms-Tidningen. Han utgav de egna tillfällighetstidningarna Kom Ut, Blåkullaposten och Solkatten. Han höll föredrag om Svenska Amerikalinjen, skrev underhållningsromaner, gjorde bearbetningar och översättningar, samt var revy- och kuplettförfattare under signaturerna: Danilo, D. B-g, Mons och Ninette.
Därtill startade (stiftade) han scoutföreningen Sörmlandspojkarna (Eskilstuna och Torshälla kår, bildades den 13 september 1911).

### Översättningar (urval)
- J. R. Hutchinson: Piratguldet: en äventyrsberättelse för boyscouts (Åhlén & Åkerlund, 1912)
- Dorothy L. Sayers: Lord Peters största affär: ett kriminalproblem från våra dagars London (Whose body?) (Geber, 1925)
- Frederick Marryat: Jafet utan namn (Japhet in search of a father) (bearb. efter det engelska originalet) (Vårt Hem, 1925)
- Will James: Vildöga (Schildt, 1928 och 1933)
- Will James: I präriens våld (Schildt, 1929)